# Relaciones Portugal-Ucrania
Las relaciones Portugal - Ucrania son las relaciones exteriores entre Portugal y Ucrania. Portugal reconoció la independencia de Ucrania en 1991. Las relaciones diplomáticas entre ambos países se establecieron en 1992. Portugal tiene una embajada en Kiev. Ucrania tiene una embajada y un consulado honorario en Lisboa y un consulado en Oporto.
Ambos países son miembros de pleno derecho de la Organización para la Seguridad y la Cooperación en Europa y del Consejo de Europa.